# 로스 앙헬레스 데 에스텔라
《로스 앙헬레스 데 에스텔라》(스페인어: Los ángeles de Estela)는 2009년 방영된 칠레의 텔레노벨라이다.